# Škotska nogometna reprezentacija
Škotska nogometna reprezentacija je nogometna reprezentacija iz Škotske.

## Trenutačni sastav
Zadnji put ažurirano: 5. lipnja 2021.
| 0#0 | Poz. | Igrač                      | Datum rođenja (dob)           | Nastupi | Golovi | Klub                |
| --- | ---- | -------------------------- | ----------------------------- | ------- | ------ | ------------------- |
| 1   | G    | David Marshall             | 5. ožujka 1985. (dob: 36)     | 43      | 0      | Derby County        |
| 2   | B    | Stephen O'Donnell          | 11. svibnja 1992. (dob: 29)   | 18      | 0      | Motherwell          |
| 3   | B    | Andrew Robertson (kapetan) | 11. ožujka 1994. (dob: 27)    | 44      | 3      | Liverpool           |
| 4   | V    | Scott McTominay            | 8. prosinca 1996. (dob: 24)   | 22      | 0      | Manchester United   |
| 5   | B    | Grant Hanley               | 20. studenoga 1991. (dob: 29) | 32      | 2      | Norwich City        |
| 6   | B    | Kieran Tierney             | 5. lipnja 1997. (dob: 24)     | 20      | 0      | Arsenal             |
| 7   | V    | John McGinn                | 18. listopada 1994. (dob: 26) | 32      | 10     | Aston Villa         |
| 8   | V    | Callum McGregor            | 14. lipnja 1993. (dob: 27)    | 30      | 0      | Celtic              |
| 9   | N    | Lyndon Dykes               | 7. listopada 1995. (dob: 25)  | 11      | 2      | Queens Park Rangers |
| 10  | N    | Ché Adams                  | 13. srpnja 1996. (dob: 24)    | 3       | 1      | Southampton         |
| 11  | V    | Ryan Christie              | 22. veljače 1995. (dob: 26)   | 19      | 4      | Celtic              |
| 12  | G    | Craig Gordon               | 31. prosinca 1982. (dob: 38)  | 57      | 0      | Heart of Midlothian |
| 13  | B    | Greg Taylor                | 5. studenoga 1997. (dob: 23)  | 5       | 0      | Celtic              |
| 14  | V    | John Fleck                 | 24. kolovoza 1991. (dob: 29)  | 5       | 0      | Sheffield United    |
| 15  | B    | Declan Gallagher           | 13. veljače 1991. (dob: 30)   | 8       | 0      | Motherwell          |
| 16  | B    | Liam Cooper                | 30. kolovoza 1991. (dob: 29)  | 6       | 0      | Leeds United        |
| 17  | V    | Stuart Armstrong           | 30. ožujka 1992. (dob: 29)    | 25      | 2      | Southampton         |
| 18  | V    | David Turnbull             | 10. srpnja 1999. (dob: 21)    | 1       | 0      | Celtic              |
| 19  | N    | Kevin Nisbet               | 8. ožujka 1997. (dob: 24)     | 2       | 1      | Hibernian           |
| 20  | V    | Ryan Fraser                | 24. veljače 1994. (dob: 27)   | 17      | 4      | Newcastle United    |
| 21  | G    | Jon McLaughlin             | 9. rujna 1987. (dob: 33)      | 2       | 0      | Rangers             |
| 22  | B    | Nathan Patterson           | 16. listopada 2001. (dob: 19) | 0       | 0      | Rangers             |
| 23  | V    | Billy Gilmour              | 11. lipnja 2001. (dob: 20)    | 1       | 0      | Chelsea             |
| 24  | B    | Jack Hendry                | 7. svibnja 1995. (dob: 26)    | 6       | 1      | Oostende            |
| 25  | V    | James Forrest              | 7. srpnja 1991. (dob: 29)     | 36      | 5      | Celtic              |
| 26  | B    | Scott McKenna              | 12. studenoga 1996. (dob: 24) | 20      | 0      | Nottingham Forest   |

## Vanjske poveznice
- (engl.) Škotski nogometni savez